# Louis Moutier
Louis Moutier (* 15. Februar 1831 in Loriol; † 30. Oktober 1903 in Étoile-sur-Rhône) war ein französischer Autor okzitanischer Sprache, Romanist, Grammatiker, Lexikograf und Dialektologe.

## Leben und Werk
Moutier besuchte das Priesterseminar in Valence und wurde 1857 zum Priester geweiht. Seine klerikale Tätigkeit führte ihn an verschiedene Orte des Départements, nämlich Taulignan 1857, Pierrelatte 1860, Pierrelongue 1862, Lachamp-Condillac (heute: La Coucourde) 1864, Saint-Nazaire-en-Royans 1870 (dort Zusammenarbeit mit dem Gelehrten Florian Vallentin, 1851–1883), Marsanne 1877, wo er Propst war, und zuletzt 1886 nach Étoile-sur-Rhône, wo er Kanonikus wurde. Er nutzte diese Aufenthalte zum intensiven Studium des jeweiligen okzitanischen Dialekts und publizierte 1882 eine Grammatik. Lexikografisch hinterließ er als Manuskript (auf 33 000 Zetteln) ein sehr reichhaltiges Wörterbuch, das von Walther von Wartburg teilweise ausgewertet, aber erst in neuester Zeit publiziert wurde.
Daneben schrieb er selbst literarische Texte in Okzitanisch und hielt zeit seines Lebens engen Kontakt zu Frédéric Mistral (der einen Teil von Moutiers lexikografischen Materialien für seinen Tresor dóu Felibrige verwandte) und zum Félibrige, als dessen Départementsvertreter er 1879 in Valence eine „Escolo dóufinalo dóu Felibrige“ (Félibrige-Schule der Dauphiné) gründete.
Moutier war Mitglied der Société pour l'étude des langues romanes (heute: Société des langues romanes).

## Werke
- Un Brounché de nouvèus doufinens e quauqueis vers per Chalendas. Parlar de Lóurióu, Montélimar 1879
- Armagna doufinen per lou bel an de Diéu 1885, Forcalquier 1884 (Almanach)
  - Armagna dòufinen per lou bel an de Dìou 1886, Valence 1885 (Almanach)
- Lou Rose/Le Rhône. Pouème daufinen/Poème dauphinois, Valence 1896
- Les Noëls de Taulignan en langue d'oc du 17e siècle, nach Texten von Louis Moutier und André Lacroix, hrsg. von  Jean-Claude Rixte, Valréas/Taulignan 2000

### Sprachwissenschaft
- Noms de rivières et légendes du Dauphiné. Notes philologigues, Montélimar 1882
- Grammaire dauphinoise. Dialecte de la vallée de la Drôme, Montélimar 1882
- Bibliographie des dialectes dauphinois. Documents inédits, Valence 1885
- Dictionnaire des dialectes dauphinois anciens et modernes, hrsg. von Jean-Claude Rixte, Montélimar/Grenoble 2007 (899 Seiten, 25 000 Wörter)